# Masahiro Hirakubo
Masahiro Hirakubo (* vor 1983 in England) ist ein britischer Filmeditor, der für den BAFTA Award nominiert wurde.

## Karriere
Anfangs schnitt Hirakubo mehrere kleinere Fernsehserien und Dokumentarfilme. Von 1988 bis 1990 war an der Fernsehserie Jim Bergerac ermittelt tätig. 1994 gab er dann mit seinem Filmschnitt von Kleine Morde unter Freunden sein Kinodebüt. Später agierte er bei den Filmen Trainspotting – Neue Helden, Lebe lieber ungewöhnlich, Hi-Lo Country und The Beach. Danach schnitt er 2002 den Film The Gathering und 2004 Ella – Verflixt & zauberhaft. 2006 arbeitete Hirakubo mit den Ko-Editoren Chris Lebenzon und Roger Barton an dem Fantasyfilm Eragon – Das Vermächtnis der Drachenreiter und ein Jahr später an Moving McAllister. 2008 schnitt er den Film Die Herzogin und 2010 den britischen Film Chatroom.

## Filmografie (Auswahl)
- 1983: No Place Like Home (Fernsehserie)
- 1987: Q.E.D. (Fernsehserie)
- 1987: A Dorothy L. Sayers Mystery (Fernsehserie)
- 1988: Everyman (Fernsehserie)
- 1989: First and Last
- 1989: Screen Two (Fernsehserie)
- 1988–1990: Jim Bergerac ermittelt (Bergerac, Fernsehserie, 4 Folgen)
- 1990: The Green Man (Fernsehserie)
- 1992: Civvies (Fernsehserie)
- 1993: The Countess Alice
- 1993: Mr. Wroe's Virgins (Fernsehserie)
- 1989–1993: Screenplay (Fernsehserie)
- 1994: Kleine Morde unter Freunden (Shallow Grave)
- 1995: Cruel Train
- 1995: Signs and Wonders
- 1996: Trainspotting – Neue Helden
- 1997: Das letzte Attentat
- 1997: Lebe lieber ungewöhnlich (A Life Less Ordinary)
- 1998: Hi-Lo Country
- 2000: The Beach
- 2001: The Emperor’s New Clothes
- 2002: The Gathering
- 2004: Ella – Verflixt & zauberhaft
- 2004: Bullet Boy
- 2006: We Are Together
- 2006: Eragon – Das Vermächtnis der Drachenreiter
- 2007: Moving McAllister
- 2008: Spiel der Träume (Machan)
- 2008: Die Herzogin (The Duchess)
- 2010: Chatroom
- 2011: Gymnast
- 2011: Am Anfang war das Wort (Fernsehserie)
- 2012: Endeavour
- 2012: Bel Ami
- 2014: Virunga (Dokumentarfilm)
- 2016: Die Weißhelme (The White Helmets)
- 2017: Solange ich atme (Breathe)
- 2020: Nowhere Special
- 2024: Rob Peace

## Nominierung
- Nominierung zum British Academy of Film and Television Arts: 1991 für The Green Man